# Ratmann-Sakramentar

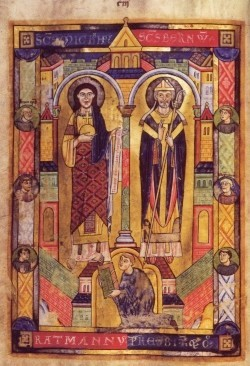
Ratmann-Sakramentar, Widmungsbild: Ratmann übergibt das Sakramentar an den Erzengel Michael und Bernward von Hildesheim

Das Ratmann-Sakramentar ist eine illuminierte liturgische Handschrift, die 1159 von einem Mönchspriester namens Ratmann geschrieben und für den Hochaltar des Klosters von St. Michael in Hildesheim gestiftet wurde. Möglicherweise handelt es sich um denselben Ratmann, der in einer Urkunde von 1178 als Abt des Klosters erscheint. Das Sakramentar enthält reichen Buchschmuck, darunter die Miniatur, die Bischof Bernward von Hildesheim, den Stifter des Klosters, bereits vor seiner Kanonisation von 1192 neben dem Erzengel Michael (als dem Kirchenpatron) zeigt. Im Jahr 1150 hatte eine Provinzialsynode in Erfurt die lokale Verehrung Bernwards in St. Michael gestattet.
Um 1400 tilgte man den Schreibtext und schrieb ihn neu. Die hochromanischen Miniaturen und Schmuckinitialen des 12. Jahrhunderts wurden dagegen beibehalten. Ein solches Neubeschreiben einer Handschrift mit Bewahrung des Inhalts und ihrer liturgischen Funktion ist außergewöhnlich. Die Handschrift befindet sich heute im Dommuseum Hildesheim. 
Eine Schwesterhandschrift ist das Stammheimer Missale.